# تشهار تختة (شليل)
تشهار تختة (بالفارسية: چهارتخته) هي قرية تقع في إيران في قسم شلیل الريفي.